# Siniawino
Siniawino (ros. Синявино) – osiedle typu miejskiego znajdujące się w Dystrykcie Kirowskim w obwodzie leningradzkim w Rosji, położone 58 km na wschód od Sankt Petersburga i 8 km na wschód od Kirowska. Osiedle założono w 1930 roku. Populacja: 3784 (stan na 2010), 3611 (stan na 2002), 1949 (stan na 1989).